# Musse Piggs julsaga
Musse Piggs julsaga (engelska: Mickey's Christmas Carol, på svenska även kallad Musse Piggs julafton) är en tecknad film producerad av Walt Disney Productions från 1983. Historien baseras på Charles Dickens kortroman En julsaga.

## Handling
Ebenezer Scrooge är en snål och elak affärsman som är odräglig mot sin omgivning, bland annat mot sin överarbetade bokhållare Bob Cratchit. Han avskyr julen och vägrar komma på sin brorson Freds julmiddag.
På julaftonskvällen får han besök av spöket från sin avlidne kompanjon Jacob Marley, som varnar Scrooge om att han måste bättra sig och informerar om att han kommer möta tre andar och att han måste lyssna på dem.

## Om filmen

### Bakgrund
Projektet påbörjades i början på 1980-talet då manusförfattaren Burny Mattinson hade en ambition om att göra en film med ett flertal av Disneys figurer i rollerna. Som inspiration hade han en LP-skiva från 1974 med namnet An Adaptation Of Dickens' Christmas Carol, som var en ljudboksversion av En julsaga med Disneys figurer i rollerna. Bland annat spelades huvudrollen Ebenezer Scrooge av Farbror Joakim.
Han förde sin idé om filmen vidare till dåvarande VD för Walt Disney Company Ron Miller, som godkände idén och lät honom producera och regissera filmen. Filmen blev Mattinsons första film som animationsregissör, samt den första Musse Pigg-film på 30 år efter den senaste kortfilmen Pluto på fisketur från 1953.

### Produktion
Filmen blev den sista som Clarence Nash gjorde Kalle Ankas röst i, men också hans sista biofilm innan han avled 1985. Nash var även den ende röstskådespelare kvar från den gamla eran som kunde medverka, då merparten av de ursprungliga röstskådespelarna som Pinto Colvig som tidigare gjort Långbens röst och Cliff Edwards som gjort Benjamin Syrsa hade avlidit sedan flera år.
James MacDonald som tidigare hade gjort rösten till Musse Pigg sedan slutet av 1940-talet hade redan 1977 lämnat över rollen till Wayne Allwine, som kom att göra rollen fram till sin död 2009.

### Visningar
Filmen hade biopremiär den 20 oktober 1983 i Storbritannien som förfilm till Disneys Djungelboken som hade nypremiär. USA-premiären ägde rum den 16 december samma år och visades även den som förfilm, denna gång tillsammans med Bernard och Bianca som hade nypremiär.
Filmen hade svensk premiär den 2 december samma år biograferna Riviera och Ringside 1-2 i Stockholm som förfilm till Robin Hood som också hade nypremiär.
Filmen nominerades till en Oscar för bästa animerade kortfilm vid Oscarsgalan 1984, men förlorade till förmån för Sundae in New York.

### Hemvideo
Filmen gavs ut på amerikansk VHS första gången 1984 och på svensk 1989, varav den sistnämnda tillsammans med tre Disney-kortfilmer till; I jultomtens verkstad, Da'n före da'n och En vintersaga.
Filmen ingår i direkt till video-filmen Musse Piggs magiska jul: Julfest hos Musse från 2001, baserad på TV-serien Hos Musse.

## Figurer i urval
- Joakim von Anka som Ebenezer Scrooge
- Musse Pigg som Bob Cratchit
- Kalle Anka som Fred
- Långben som Jacob Marley
- Benjamin Syrsa som Den Förflutna Julens Ande
- Jätten Ville som Den Nuvarande Julens Ande
- Svarte Petter som Den Framtida Julens Ande
- Kajsa Anka som Isabelle
- Mimmi Pigg som Fru Cratchit
- Teddi och Freddi Pigg som Peter och Lille Tim Cratchit
- Tuttan som Martha Cratchit[5]

## Rollista (i urval)
Denna lista visar den engelska originalversionen och båda de svenska dubbningarna från åren 1983 och 2002.
| Roll                      | Originalröst    | Svensk röst (1983) | Svensk röst (2002) |
| Ebenezer Scrooge          | Alan Young      | Johannes Brost     | John Harryson      |
| Bob Cratchit              | Wayne Allwine   | Sven Erik Vikström | Anders Öjebo       |
| Fred Honeywell            | Clarence Nash   | Per-Erik Hallin    | Andreas Nilsson    |
| Jacob Marley              | Hal Smith       | Hans Lindgren      | Johan Lindqvist    |
| Den Förflutna Julens Ande | Eddie Carroll   | Bert-Åke Varg      | Jan Modin          |
| Den Nuvarande Julens Ande | Will Ryan       | Stephan Karlsén    | Stephan Karlsén    |
| Den Framtida Julens Ande  | Will Ryan       | Björn Gedda        | Stephan Karlsén    |
| Isabelle                  | Patricia Parris | Gunilla Norling    | Åsa Jonsson        |